# 徳岡邦夫
徳岡 邦夫（とくおか くにお、1960年5月3日 - ）は、日本の料理人。株式会社京都吉兆の代表取締役社長および総料理長。
京都吉兆の創業者である湯木貞一は祖父にあたる。
1960年、大阪府大阪市中央区平野町に生まれる。なお、生家は後に湯木美術館となっている。
2歳の時に父親を亡くして、その後に母が再婚したことで徳岡姓を名乗るようになる。と共に京都市嵐山の京都吉兆で暮らすようになる。
当初は、料理人になる気も、京都吉兆の跡を継ぐ気もなく、中学時代はやんちゃを繰り返していたが、中学3年生になった時に高校進学が危ぶまれて有名進学塾であった入江塾へ入塾させられる。しかも、当時中学3年生だった徳岡が入れられたクラスは中1の一番下のクラスであった。元来の負けず嫌いもあって、塾のほかの生徒にも刺激され、熱心に勉強を開始するようになり、学校の試験で全教科90点代を取るまでになった。当時話題となっていた岡山県の進学校を勧められ、いったん親元を離れる。全寮制で進学率100%を誇っていたその進学校では、頻繁に試験を行い「80点以下は点数じゃない」と体罰も行われていた。ノイローゼになった徳岡は寮を逃げ出し、実家に戻ると、16歳で京都吉兆の調理場で働くようになった。その一方で、自宅から通える公立高校に入り直した。
この時に音楽と出合い、高校の仲間とバンドを組んでドラムスを担当し、「世界に通用するミュージシャン」を指向するようになる。高校卒業後、ミュージシャン指向を父親に告げるが、双方感情的となって収拾がつかなくなって、祖父・湯木貞一も世話になっていた盛永宗興の下で寺預かりの身となり、頭を剃られ、仏門に入る。2か月ほど修行を行っていたある日、座禅中にやりたいことをやろうと頑なになっている己がいる一方で、父をはじめとして周りの人たちの思いやりや期待が心に沁み込んできた。祖父・湯木貞一は、ミュージシャンではないけれど、世界に通用する人物であり、自分も祖父のような世界に通用する料理人になろうと決意する。
湯木貞一の傍で仕事ができるという条件で吉兆に入社。本吉兆高麗橋本店（大阪市）で本格的な料理修業に入った。本吉兆高麗橋で3年、続いて東京吉兆築地店で4年間の修行を行う。
築地で修業を行った際に、祖父・湯木貞一が「にゅうめんが食べたい」と言い出し、厨房には他に誰もいなかったので、にゅうめんを作ったことはおろか1人で調理したこともなかったが、徳岡はにゅうめんを作り、湯木は「おいしい」と言った。その一言が、徳岡の自信にも、財産にもなった。
1995年には、京都吉兆嵐山本店の総料理長に就任する。これにはバブル崩壊によって、吉兆の来客数が激減し、主要な料理人の引き抜きもあって、ほかに料理長を務める人がいなくなったという事情もある。
客を呼び戻すためになにかをやらなければならないが、なにをやればよいのかもわからないような状態であった。徳岡は当時流行していた「ディスクローズ」という単語に着目し、ネットを営業活動のひとつのツールとして始めたが、当時のネットユーザーが若い層であり、嵐山吉兆の顧客のほとんどが60歳以上と全くずれていたためウェブページネットの公開はほとんど効果がなかった（ただし、後にはネット公開が評価されている）。徳岡は残った従業員たちとのミーティング、コミュニケーションを重要視した。客をどのようにして喜ばせるか考え、このやり方では客は喜ばない、だからこのようにすべきだという話をした。
2009年より京都吉兆の代表取締役に就任。また、2009年には嵐山本店がミシュラン三ツ星を獲得している。
2010年5月、シンガポールのセントーサ島に、徳岡がプロデュースする「kunio tokuoka」を開業する。